# Klasztor na Strahowie
Klasztor norbertanów na Strahowie (czes. Strahovský klášter) – zabytkowy klasztor norbertanów, na Hradczanach w Pradze.
Założony w 1140 na regule benedyktyńskiej, ufundowany przez księcia Władysława II. Położony na szczycie wzgórza, na zachód-południowy zachód od Zamku Praskiego. Jeszcze w tym samym roku (1140) zmieniono go na klasztor norbertanów, których siedzibą pozostaje (z przerwą w latach 1950–1989) do dziś. W roku uroczystego przeniesienia relikwii św. Norberta (1627) z Magdeburga, Strahow stał się głównym klasztorem norbertanów. Obecne założenie klasztorne reprezentuje styl barokowy z 2. połowy XVII w. i należy do najstarszych budowli romańskich w Europie.
Norbertanie przybyli na Strahow w 1140 z niemieckiego klasztoru Steinfeld (45 km na południowy wschód od Akwizgranu). Założycielski klasztor Steinfeld pozostał dla klasztoru na Strahowie macierzystym do 1802. Nowo powstały konwent stał się głównym ośrodkiem norbertanów na Europę Środkowo-Wschodnią. Ze Strahowa utworzono w 1145 klasztor w Litomyšlu, od którego w 1150 powstał klasztor Hradisko. W 1190 założono klasztor Louka pod Znojmem. Teplá (1193) i Zábrdovice (1209) to kolejne fundacje. To od tego ostatniego, w 1211 utworzono pierwszy żeński klasztor w miejscowości Nová Říše (od 1733 – już jako kanonia męska – opactwo).

## Bazylika
Nad całością dominuje bazylika Wniebowzięcia NMP (czes. kostel Nanebevzetí Panny Marie). Dawna bazylika romańska miała imponujący wygląd: nawa główna o długości 56 m, transept 22 m oraz dwie graniaste wieże. Po pożarze w 1258 i zburzeniu w 1420, kościół przebudowano w stylach gotyckim i renesansowym, a w latach 1743–1752 przez Anselma Luraga w stylu barokowym. W przebudowie gotyckiej do nawy północnej dostawiono kaplicę św. Urszuli (obecnie św. Norberta; od 1873 z relikwiami św. Norberta i św. Urszuli). W odbudowie renesansowej powiększono nawę południową o kaplicę Matki Bożej Pasawskiej, w której m.in. grobowiec Henryka Pappenheima i fresk przedstawiający bitwę pod Wiedniem z królem Polski Janem III Sobieskim. Wnętrze trzynawowej bazyliki zachwyca przestronnością i jasnością (kremowe ściany z dużymi oknami). Ołtarz główny oraz dziesięć ołtarzy bocznych, z 2. połowy XVIII w (J. Lauermann, I. Platzer). Strop nawy głównej ozdobiony sztukateriami K.A. Palliardiego, z 1. połowy XVIII w., natomiast nad arkadami naw bocznych dwanaście plafonów J. Neunhertza (1774) przedstawiających błogosławioną Najświętszą Maryję Pannę i żywot św. Norberta, założyciela zakonu. Na organach (z 1774), w 1787 grywał W.A. Mozart. Za pontyfikatu papieża Jana Pawła II kościół został podniesiony do rangi bazyliki mniejszej.

## Kościół św. Rocha
Kościół św. Rocha, z 1603–1612 (architekt, prawdopodobnie G. Filippi), fundacji Rudolfa II, jako dziękczynienie za cofnięcie morowej zarazy. Dawniej parafialny, obecnie sala wystawowa.

## Biblioteka
Pomnik Narodowego Piśmiennictwa (czes. Památník národního písemnictví) – utworzony w 1953 po kasacie klasztoru w 1950 (norbertanie powrócili tu w 1989). Biblioteka na Strahowie liczy ogółem około 200 000 tomów, samych rękopisów 3000. Liczne starodruki i inkunabuły (około 1500).
W obecnych czasach kompleks może poszczycić się najobszerniejszym, najstarszym i najcenniejszym księgozbiorem w Czechach. Znajduje się tu prawie kompletna kolekcja piśmiennictwa zachodniego chrześcijaństwa, od jego początków do końca XVIII wieku. Współcześnie zainteresowanie skupia się na narodowej literaturze z XIX oraz XX wieku.

### Sala Teologiczna
Sala Teologiczna (czes. Teologický sál), pierwotnie zwana Biblioteką Opata, wybudowana za opata Jeronýma Hirnhaima, w latach 1671–1679 (projektował architekt praski pochodzenia włoskiego Giovanni D. Orsi), kosztem 2254 guldenów. Wewnątrz, na kracie w przejściu niepozorny napis: INITIUM SAPIENTIAE TIMOR DOMINI (początek mądrości – bojaźń przed Bogiem) – myśl przewodnia Sali Teologicznej. Na ścianie północnej jedynie przeróżne wydania Biblii. Wzdłuż regałów zabytkowe globusy ziemskie i astronomiczne, także ze znanej XVII-wiecznej rotterdamskiej pracowni rodziny Bleau. Okazały strop, dzieło strahowskiego zakonnika F.S. Noseckiego nawiązuje do głównego przesłania sali i życia twórczego opata J. Hirnhaima.
Odrestaurowana w latach 1993–1994. Księgozbiór liczy około 18 000 woluminów.

### Sala Filozoficzna
Sala Filozoficzna (czes. Filozofický sál), z 4. ćwierćwiecza XVIII w., postawiona dla nowych nabytków przez opata Václava Mayera. Budowę wymusiła kasata klasztoru Louka, z którego przejęto nie tylko unikatowy i niezwykle cenny księgozbiór, ale i wnętrze tamtejszej biblioteki wykonane z drewna orzechowego. Dwukondygnacyjną salę wybudowaną w latach 1783–1797 zaprojektował J.I. Palliardi (wymiary sali: długość 32 m, szerokość 10 m, wysokość 14 m), a stolarkę wykończył Jan Lahofer z Tasovic, specjalnie sprowadzony z okolic klasztoru Louka. Na stropie monumentalny fresk (1794, malarz wiedeński Franz Anton Maulbertsch) przedstawiający Duchowe dzieje ludzkości, rozwój nauki i religii, o bogatej symbolice, od czasów najdawniejszych, starotestamentowych, po czasy współczesne artyście. Mojżesz i Aaron przed Arką Przymierza symbolizują Stary Testament, Nowy Testament – św. Paweł przed ołtarzem nieznanego boga na Akropolu. Wzdłuż dłuższych ścian namalowano rzędy osób, przedstawiające wielkie postaci z historii, których osiągnięcia przyczyniły się do rozwoju ludzkości.
Księgozbiór sali przekracza 42 tysiące woluminów.

### Gabinet osobliwości
Gabinet osobliwości (czes. Kabinet kuriozit) – w łączniku między salami Filozoficzną i Teologiczną, zakupiony w 1798 od K.J. Ebena. W centrum, najcenniejszy eksponat całej biblioteki: bogato zdobiony Ewangeliarz Strahowski z Trewiru, z lat 860–865, jeszcze w roku 1100 majątek trewirskiego kościoła św. Marcina. W latach 980–985 do kodeksu wszyto cztery całostronicowe podobizny Ewangelistów.

## Strahowska Galeria Obrazów
Strahowska Galeria Obrazów (czes. Strahovská obrazárna) – powstała w 1834 za opata J.J. Zeidlera i liczyła wówczas około 400 obrazów. Czterdzieści lat później (lata 70. XIX w.) galeria osiąga już 1000 pozycji malarstwa europejskiego z okresu XIV-XIX w.
Galeria jest jedną z największych niepaństwowych kolekcji w Europie Środkowej.

## Fotografie

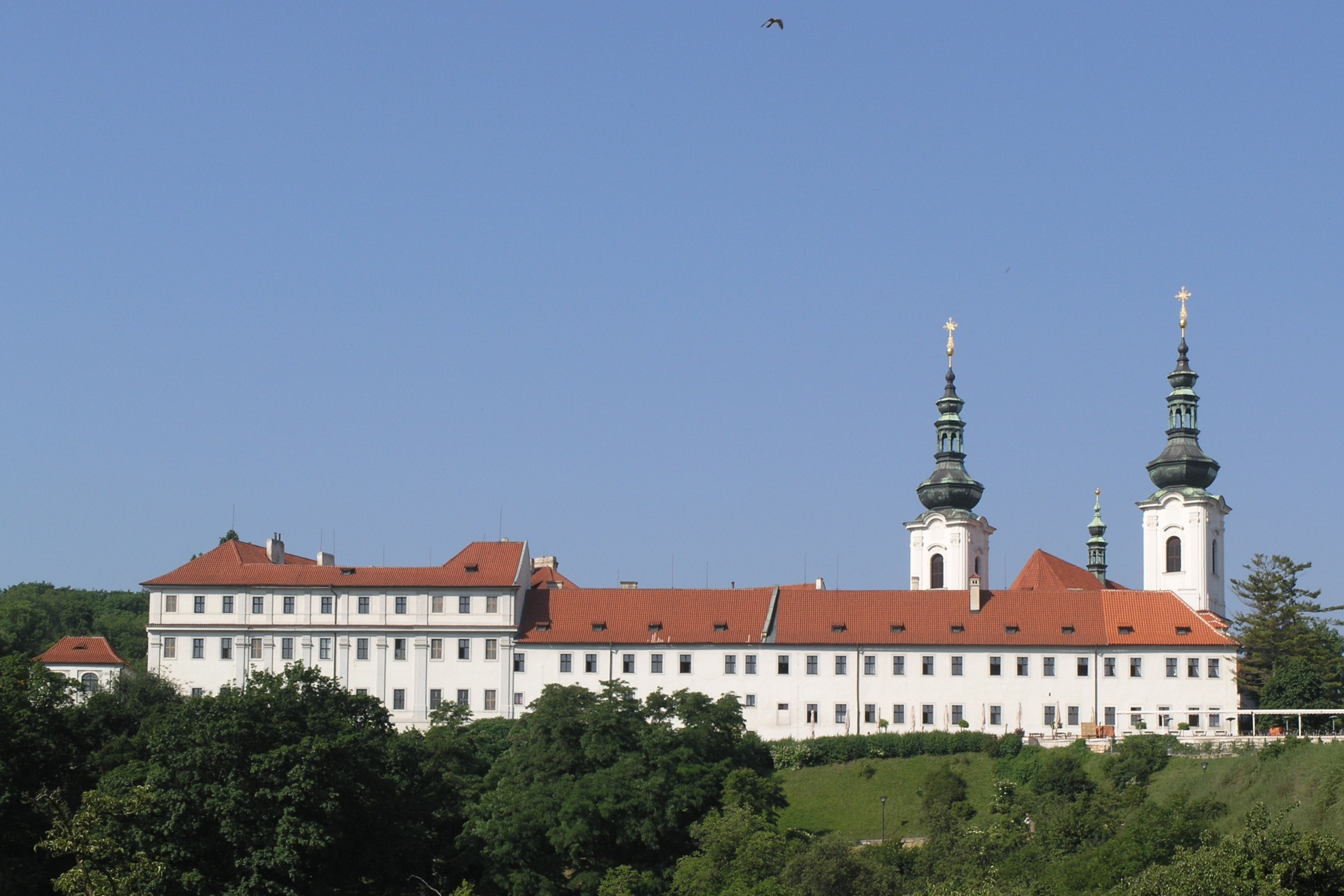
Skrzydło prałatury i bazylika Wniebowzięcia NMP od północnego wschodu
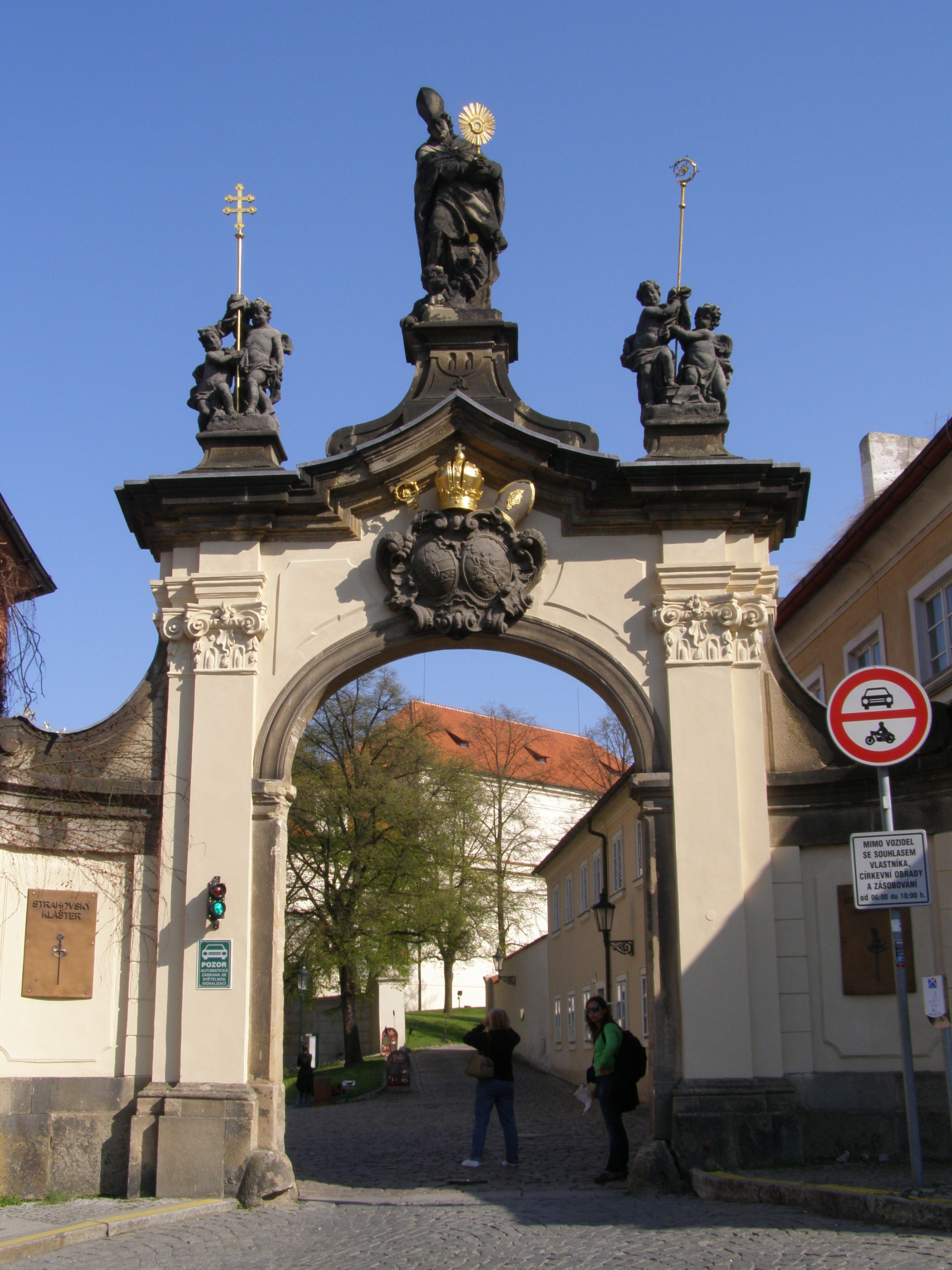
Brama wejściowa od strony zachodniej zespołu
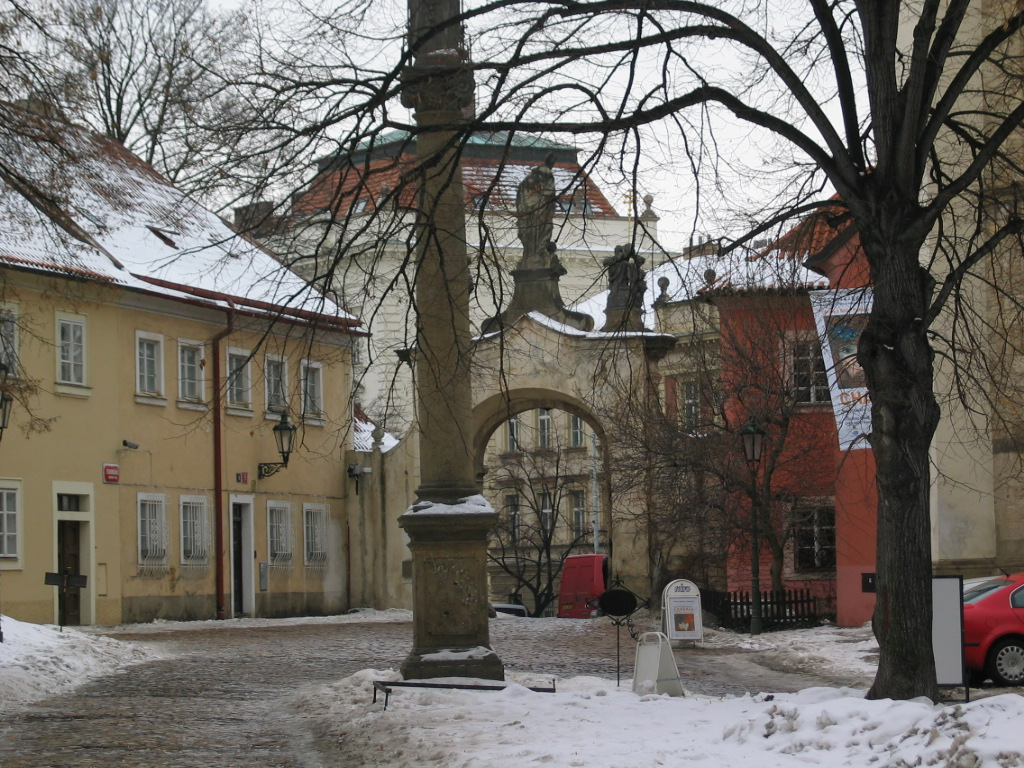
Ta sama brama widziana od strony dziedzińca. Na pierwszym planie kolumna z niewidocznym św. Norbertem. W tle św. Norbert wieńczy bramę.
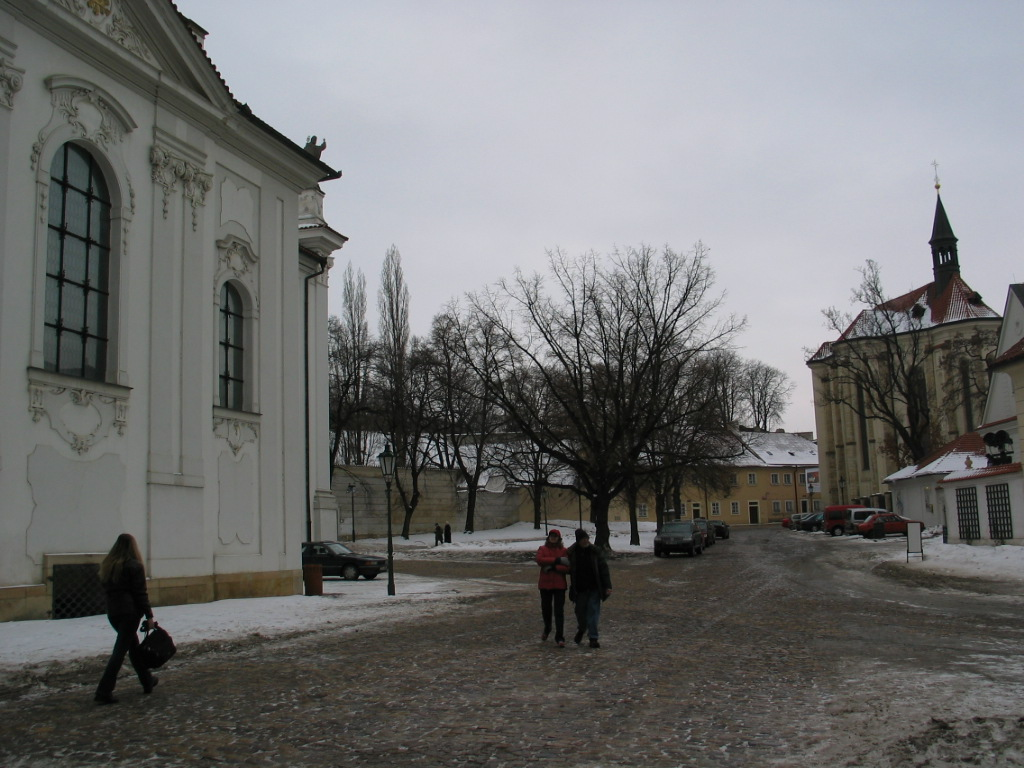
Klasztorny dziedziniec z północnego wschodu. Po lewej bazylika Wniebowzięcia NMP, po prawej kościół św. Rocha
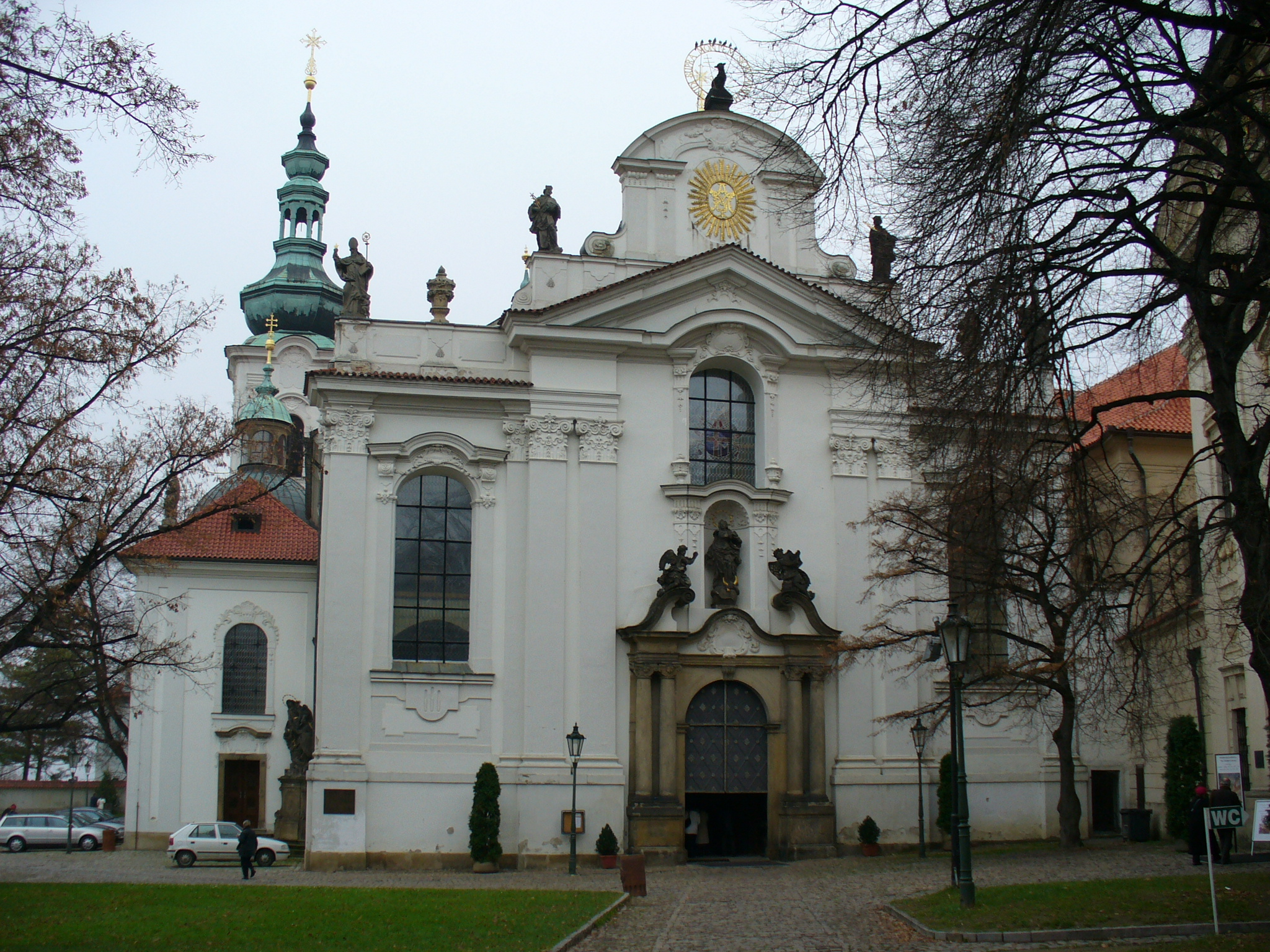
Wejście do bazyliki Wniebowzięcia NMP, od zachodu
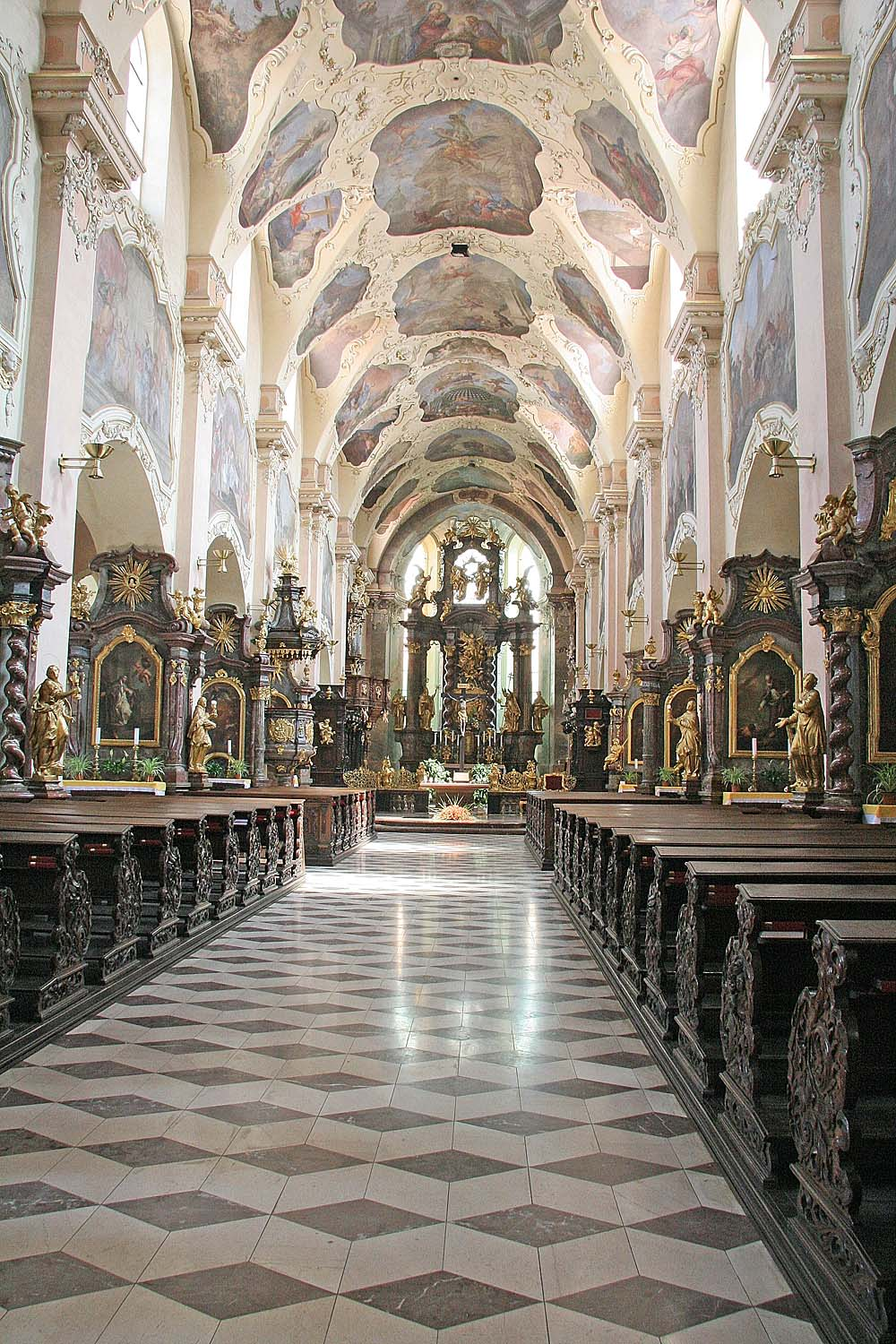
Nawa główna bazyliki Wniebowzięcia NMP
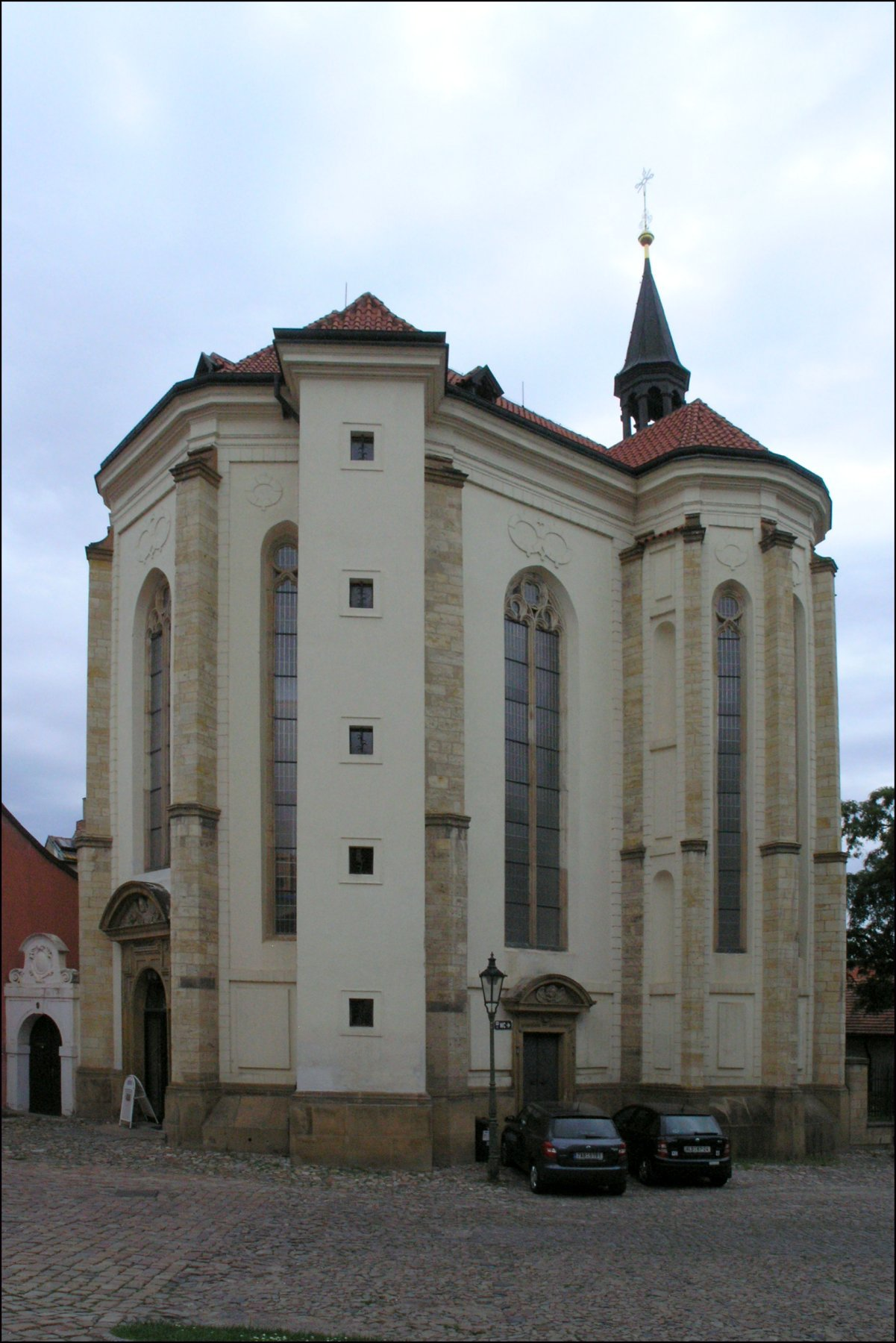
Kościół św. Rocha
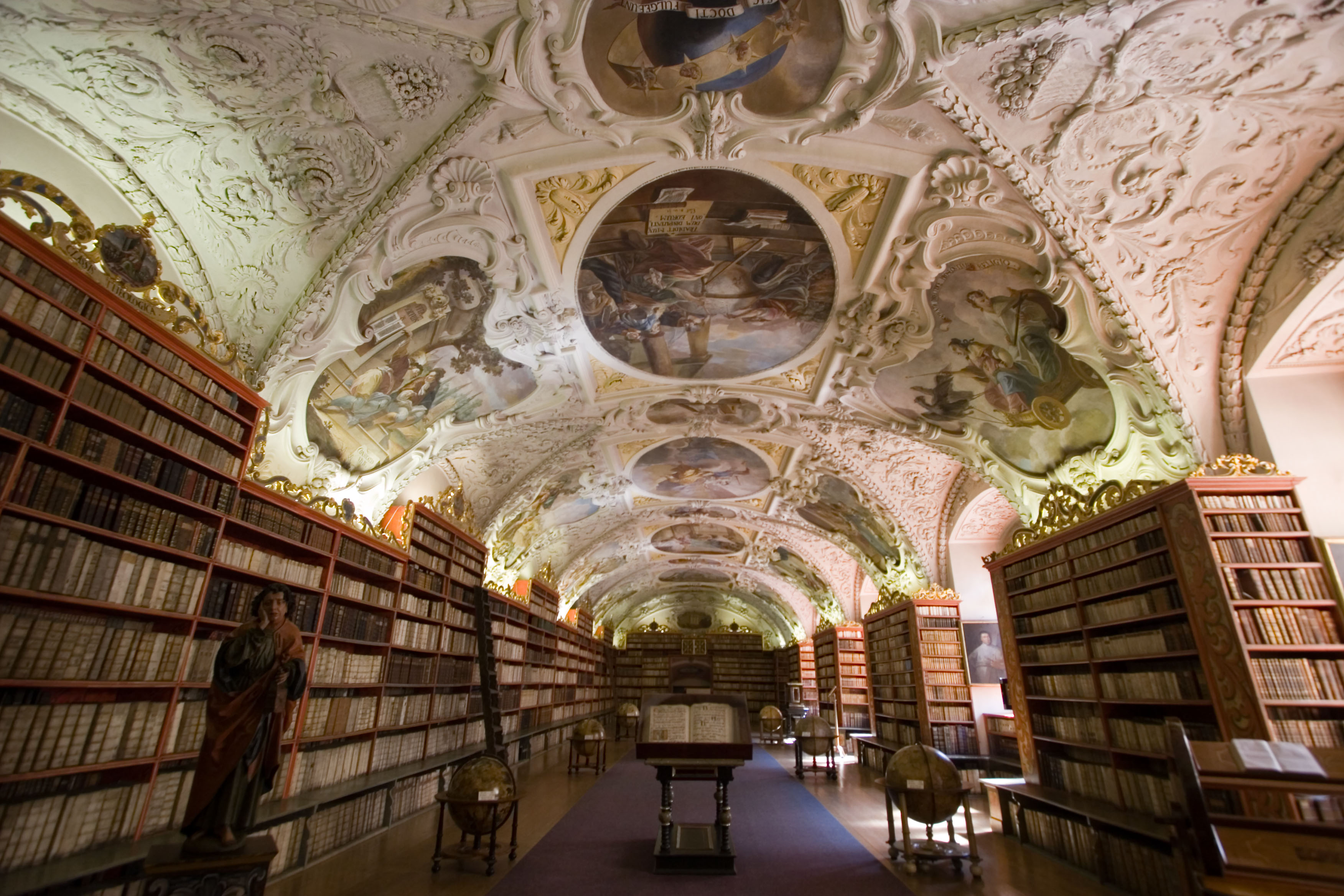
Klasztorna biblioteka. Sala Teologiczna
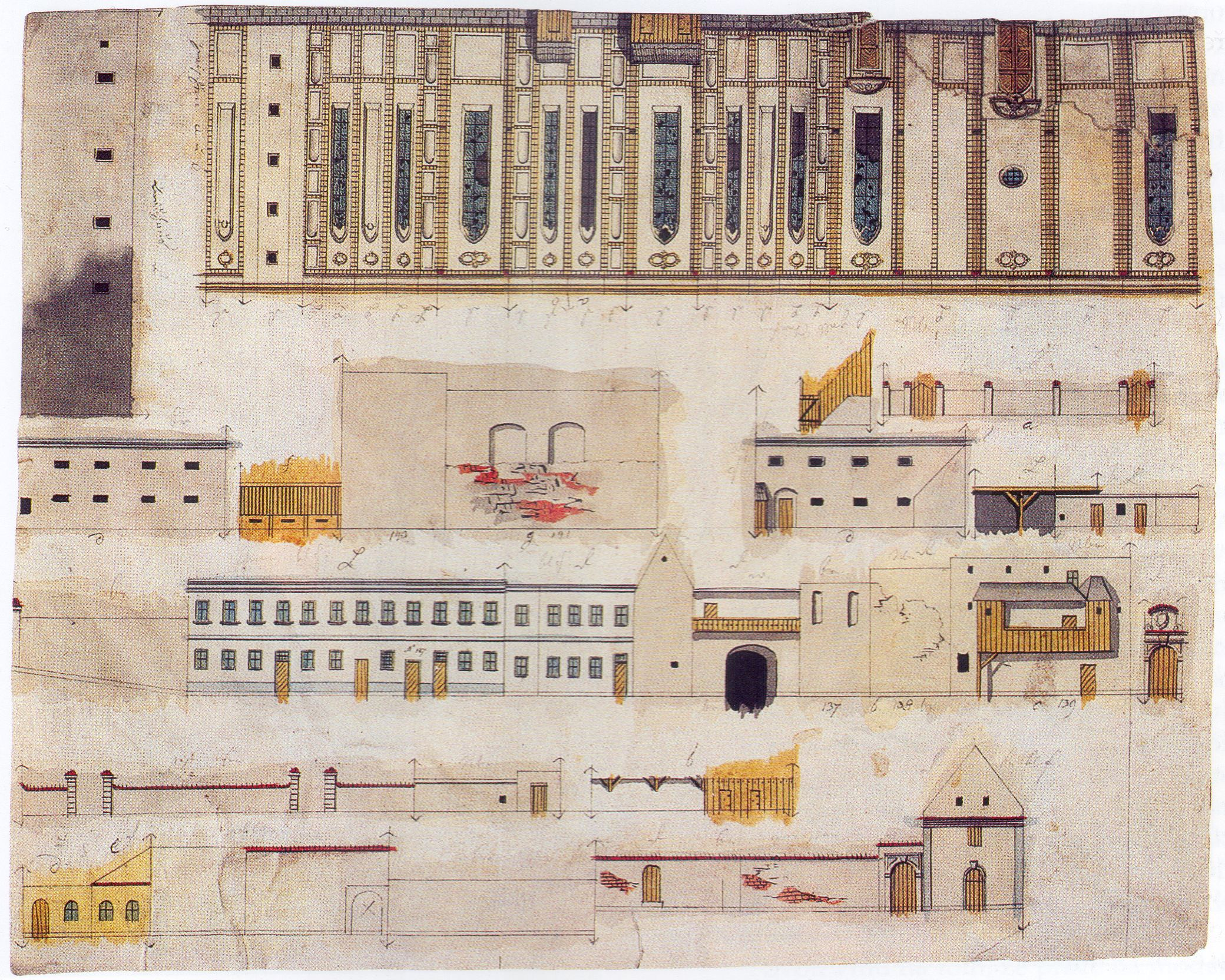
Niedokończony model klasztoru do makiety Pragi, Antonin Langweil (1791-1837)
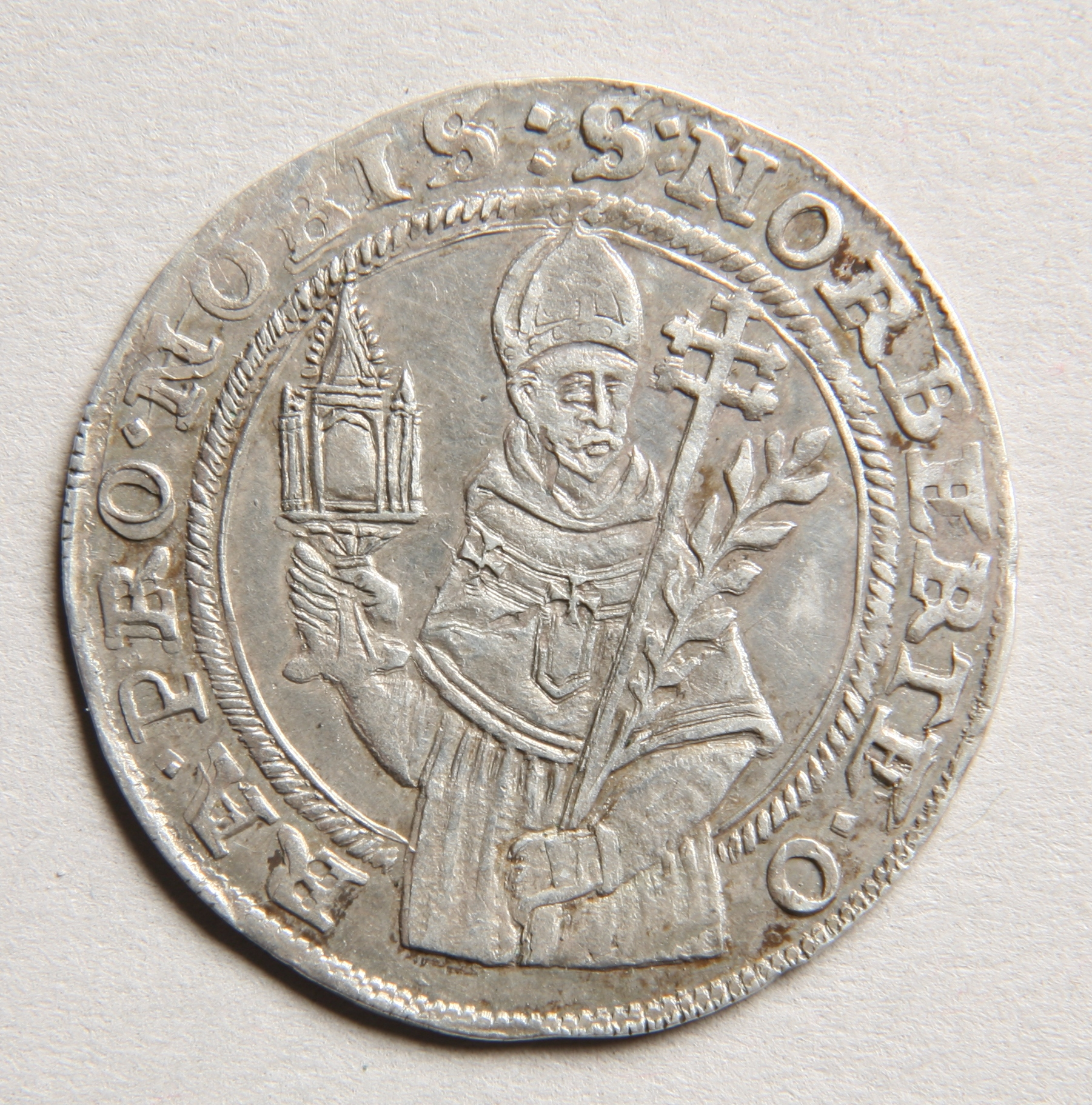
Awers medalu upamiętniającego przeniesienie ciała św. Norberta z Magdeburga do Pragi w 1627 roku
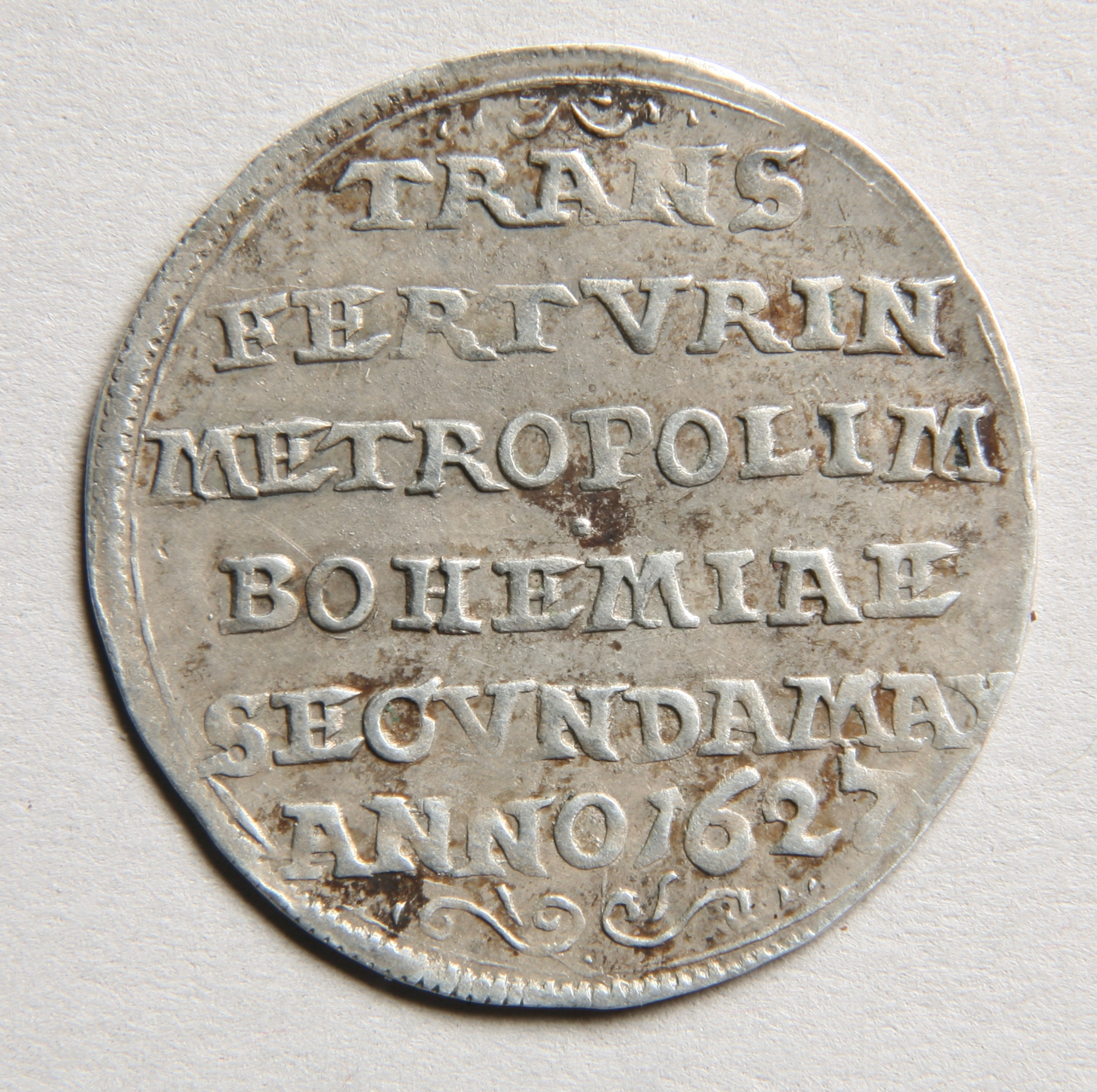
Rewers tego samego medalu